# Gnophaela clappiana
Gnophaela clappiana är en fjärilsart som beskrevs av Holland 1891. Gnophaela clappiana ingår i släktet Gnophaela och familjen björnspinnare. Inga underarter finns listade i Catalogue of Life.